# 1991 (EP)
1991 ist die erste EP der US-amerikanischen Rapperin Azealia Banks.

## Hintergrund
Banks nutzte das Videoportal YouTube, um erste Demotracks im Internet zu veröffentlichen, unter anderem Seventeen, einem von Diplo produzierten Ladytron-Sample, L8R und Slow Hands, einem Cover des gleichnamigen Songs von Interpol. Im September 2011 stellte sie 212 auf ihren Kanal, das Lazy Jays Float My Boat sampelt. 212 wurde große mediale Aufmerksamkeit zu teil; es erhielt ausnahmslos positive Resonanz und erschien bei verschiedenen Musikmedien in der Jahresbestenliste. Nachdem sie bei Interscope unter Vertrag genommen worden war, wurde 212 offiziell im Dezember 2011 als Leadsingle eines ihrer künftigen Alben veröffentlicht.
Im Frühjahr 2012 veröffentlichte Banks mit Needsumluv und Bambi weitere Musik im Internet und kündigte ebenfalls den Titel ihres Debütalbums (Broke with Expensive Taste) an.

## Entstehung
Banks sprach erstmals im Februar 2012 von Plänen, eine EP zu veröffentlichen. Diese sollte ursprünglich die Songs 212 und Liquorice sowie Remixe der beiden Lieder beinhalten. Ende März kündigte sie den Release der EP 1991 an, die die neuen Tracks 1991 und Grand Prix, der es nicht auf die finale Titelliste schaffte, beinhaltete. Anfang Mai enthüllte sie Titelliste und Coverabbildung der EP.
Die EP war ursprünglich für den 17. April 2012 geplant, jedoch wechselte Banks das Management, so dass die digitale Veröffentlichung auf Ende Mai, die physische auf Anfang Juni verschoben wurde.

## Kritikerstimmen
Die Kritiken zu 1991 waren durchweg positiv. Bei Metacritic erreichte die EP einen Durchschnittswert von 84 %, was für „universal acclaim“ (übersetzt: durchgängiges Kritikerlob) steht. Lindsay Zoladz von Pitchfork Media gab der EP 7.7/10 Punkten und schrieb: „Banks’ first official release […] still finds her standing at a lot of interesting junctions, if not committing to a solid path. The long-delayed 1991 is […] unsurprisingly promising.“ (übersetzt: Auf Banks’ erster offizieller Veröffentlichung steht sie immer noch einige interessanten Verbindungsstellen [zwischen den Genres], und beschreitet damit einen soliden Pfad. Die oftmals verschobenen EP 1991 ist wie zu erwarten war sehr vielversprechend.)
David Jeffries (allmusic.com) gab der EP vier von fünf möglichen Sternen: „Fueling it all is production from Machinedrum, Jef Martens, and Matthew „Lone“ Cutler. […] This EP fell through the cracks of the Paradise Garage’s sweaty disco floorboards and then evolved in some alternative and fierce universe.“ (übersetzt: Angefeuert wird das alles durch die Produktion von Machinedrum, Jef Martens und Matthew „Lone“ Cutler. Die EP ist durch die Bodenbretter der verschwitzten Paradise-Garage-Diskothek gefallen und hat sich dann in einem parallelen und stürmischen Universum entfaltet.)

## Musikvideos
| Jahr | Song                     | Regisseur     |
| ---- | ------------------------ | ------------- |
| 2011 | 212 (featuring Lazy Jay) | Vincent Tsang |
| 2012 | Liquorice                | Rankin        |
| 2012 | Van Vogue                | Rankin        |
| 2012 | 1991                     | Rankin        |

## Titelliste
| Nr.          | Titel                    | Autor(en)                                    | Produktion   | Länge |
| ------------ | ------------------------ | -------------------------------------------- | ------------ | ----- |
| 1.           | 1991                     | Azealia Banks • Kevin James • Travis Stewart | Machinedrum  | 3:30  |
| 2.           | Van Vogue                | Banks • Stewart                              | Machinedrum  | 5:57  |
| 3.           | 212 (featuring Lazy Jay) | Banks • Jef Martens                          | Lazy Jay     | 3:24  |
| 4.           | Liquorice                | Banks • Matthew Cutler                       | Lone         | 3:17  |
| Gesamtlänge: | Gesamtlänge:             | Gesamtlänge:                                 | Gesamtlänge: | 16:06 |

Samples
- 1991 sampelt das Lied DDD von Machinedrum.
- Van Vogue sampelt das gleichnamige Lied von Machinedrum.
- In 212 ist ein Sample aus Lazy Jays Float My Boat enthalten.
- Liquorice sampelt Pineapple Crush von Lone.

## Charts
| ChartsChartplatzierungen     | Höchstplatzierung | Wochen |
| ---------------------------- | ----------------- | ------ |
| Vereinigtes Königreich (OCC) | 79 (1 Wo.)        | 1      |